# Lusina (województwo dolnośląskie)
Lusina (niem. Lüssen) – wieś w Polsce położona w województwie dolnośląskim, w powiecie średzkim, w gminie Udanin.

## Podział administracyjny
W latach 1975–1998 miejscowość administracyjnie należała do województwa legnickiego.

## Zabytki

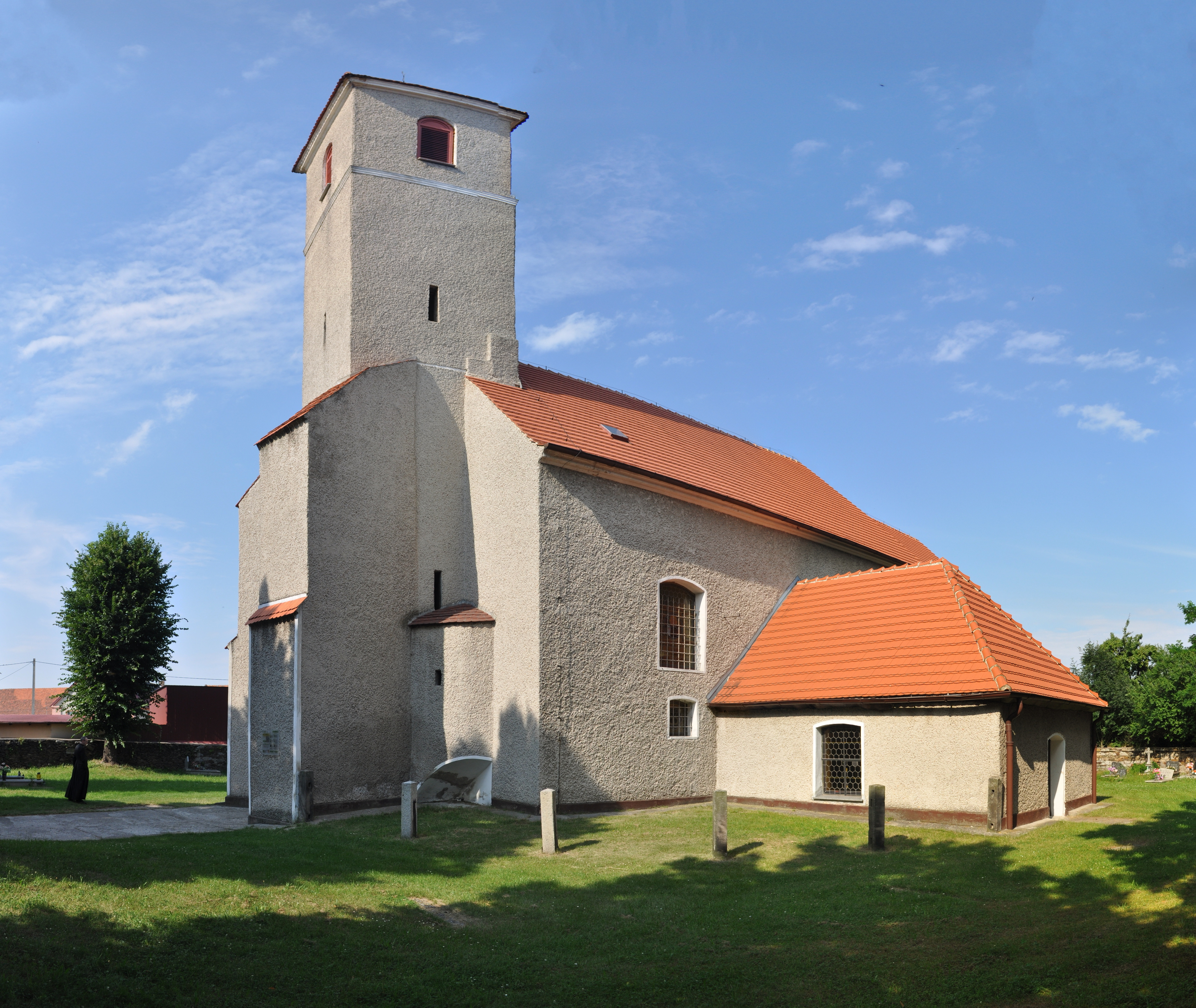
Kościół w Lusinie

Do wojewódzkiego rejestru zabytków wpisane są:
- kościół filialny pw. Nawiedzenia Najświętszej Marii Panny, z XV w., 1731 r.
- cmentarz parafialny, przy kościele
- ogrodzenie, murowane, z XVIII w.